# Roccamorice
Roccamorice község (comune) Olaszország Abruzzo régiójában, Pescara megyében.

## Fekvése
A megye délkeleti részén fekszik. Határai: Abbateggio, Caramanico Terme, Lettomanoppello, Pennapiedimonte és Pretoro.

## Története
Középkori alapítású település. Alapítása összefügg a Santo Spirito a Maiella-apátságéval. Önálló községgé 1949-ben, amikor levált San Valentino in Abruzzo Citeriorétól.

## Népessége
A népesség számának alakulása:

## Főbb látnivalói
- Santo Spirito a Maiella-apátság
- San Donato-templom